# Йозеф Єжек
Йозеф Єжек — чехословацький генерал жандармерії, політик і міністр внутрішніх справ Протекторату Чехії та Моравії в уряді Алоїза Еліаша.

## Народження та освіти
Йозеф Єжек народився в місті Жамберка Австро-Угорської імперії. Його батько, Франтішек, був педагогом, який заснував міську школу в Зенфтенберзі. Єжек, закінчивши школу вступив у кадетьське училище в Відні. Після закінчення був направлений в 22-й піхотний полк імператорської гвардії в Чернівцях. Майбутній міністр закінчив службу в армії у званні лейтенанта.

## Поліцейська кар'єра
У 1909 році Єжек поступив на службу в імперську поліцію, де служив в обласному командуванні жандармерії № 13 в Чернівцях. У 1910 році здавши професійний іспит став командиром відділення жандармерії у Вижниці. Через кілька місяців він був призначений ад'ютантом керівника поліції в Чернівцях.
У 1913 році йому було присвоєно звання капітана, а через два роки, в 1915 році, він був переведений в штаб-квартиру поліції у Відні, де був призначений командиром відділення в Санкт-Пельтені.
У 1918 році, після створення незалежної Чехословаччини, він став командиром відділення поліції. У 1919 році його відправили в Братіславу, де він став ад'ютантом провінційного командира поліції. Через кілька років він був призначений командиром поліції.

## Політична кар'єра
16 березня 1939 Адольф Гітлер заснував Протекторат Богемії і Моравії після німецької окупації Чехословаччини напередодні. У липні 1939 року прем'єр-міністр Алоїз Еліаш призначив Йозефа Єжека міністром внутрішніх справ протекторату. Незабаром після свого призначення очільника відомства викликали в Берлін, де Генріх Гіммлер повідомив йому, що Німеччина зробить все необхідне, аби чехи були асимільовані.
Йозеф Єжик незважаючи на те, що очолював репресивне відомство, дуже часто підтримував руху опору, надаючи його членам інформацію. У січні 1942 року Єжек був звільнений з посади міністра внутрішніх справ

## Після війни
Після війни, в 1945 році Єжик був заарештований за свою колабораціоністську діяльність, однак був виправдений і звільнений. У 1954 році комуністичний уряд засудив його за шпигунство і зраду до 25 років таборів. У 1960 вийшов на свободу. У 1969 році помер.